# Jack Dongarra
Jack J. Dongarra, né le 18 juillet 1950 à Chicago dans l'Illinois, est un universitaire américain, mathématicien et informaticien.

## Biographie
En 1972, Jack Dongarra a reçu une licence en mathématiques de l'université d'État de Chicago. En 1973, il obtient un master en informatique de l'Institut de technologie de l'Illinois. Trois ans plus tard (1980), il obtient son doctorat de l'Université du Nouveau Mexique. Il fut embauché à l′Argonne National Laboratory jusqu'à 1989, comme professeur agrégé d'informatique dans le département d'informatique et d'électronique de l'Université du Tennessee. Il est aussi chercheur au Oak Ridge National Laboratory (ORNL), directeur du Center for Information Technology Research qui coordonne les travaux de recherche de l'université du Tennessee et directeur de l'Innovative Computer Laboratory[réf. nécessaire].
Jack Dongarra est spécialisé dans les algorithmes d'algèbre linéaire, le calcul parallèle, l'utilisation des architectures d'ordinateurs complexes, les paradigmes de programmation et les outils pour le calcul parallèle. Ces recherches ont porté sur le développement, la validation et la documentation de bibliothèques mathématiques. Il a contribué à la conception et implémentation  des logiciels et systèmes libres suivants : EISPACK, LINPACK, BLAS, LAPACK, ScaLAPACK, Netlib, Parallel Virtual Machine, MPI, NetSolve, TOP500, ATLAS (en), et PAPI[réf. nécessaire]. Il a publié plus de deux cents articles, journaux, rapports et est aussi coauteur de plusieurs livres. Il a obtenu le titre IEEE Sid Fernbach Award en 2004 pour ces contributions aux applications de calcul haute performance. En 2008, il obtient la première IEEE Medal of Excellence in Scalable Computing. En 2010, il fut le premier à avoir le SIAM Special Interest Group on Supercomputing's award for Career Achievement. En 2011, il obtient le IEEE IPDPS 2011 Charles Babbage Award.
Le Prix Turing 2021 lui est attribué, récompensant ses contributions dans le domaine des algorithmes et logiciels pour supercalculateurs.